# Mono (гурт, Велика Британія)
Mono був британським дуетом електронної музики, який прославився наприкінці 1990-х із піснею «Life in Mono». Музику групи здебільшого визначають як тріп-хоп, оскільки вона схожа на сучасну електроніку, наприклад Sneaker Pimps і Portishead. Істотний відбиток на пісні Mono накладають джазові інструменти, що нагадує саундтреки до шпигунських фільмів 1960-х років, і продакшн у стилі поп-музики того ж періоду.

## Біографія

### Історія
Гурт, сформований наприкінці 1996 року в Лондоні, складався зі співачки Шован де Маре та Мартіна Вірго (клавішні, програмування синтезатора, продюсер). Вірго, який вивчав класичне фортепіано в Школі музики та драми Guildhall, з початку 1990-х працював сесійним музикантом у складі продюсерської групи Неллі Хупер, і був згаданий у титрах на ремікс пісні Massive Attack «Unfinished Sympathy» (остання вважається однією зі знакових пісень «брістольського звуку» тріп-хопу) та на альбомі Б'єрк Debut 1993 року.
Де Маре походить з родини, що багато дала індустрії розваг: її батьком був Тоні Міхан, барабанщик The Shadows, її дідусь зображався на ранніх логотипах до фільмів The Rank Organisation (див. Gongman), а її бабуся була танцівницею, що працювала з Ширлі Бессі. Шован працювала сесійною співачкою для хіп-хоп та R&B музикантів, а також писала та гастролювала, хоча більша частина її тогочасного матеріалу складалася з андеграундних релізів без зазначення лейблу.
Учасники майбутнього дуету познайомилися під час перебування в Лондоні, кожен зі своїми музичними проєктами: Вірго був у розпалі сесійної роботи, а де Маре планувала створити особисту студію звукозапису в Парижі. Незважаючи на різні музичні впливи (де Маре — R&B і соул, Вірго — стандарти попмузики 1960-х і класика з таких джерел, як Франція та Друга Віденська школа), їхні спільні зусилля зі створення пісень легко поєдналися. Після того, як певні демозаписи були розповсюджені серед діячів музичної індустрії, група отримала низку пропозицій щодо контрактів від звукозаписних лейблів. Це спонукало їх створити групу, навіть попри те, що де Маре на той час перебувала у відпустці в Лос-Анджелесі. Спочатку плануючи використовувати назву Tremelux, вони натомість обрали Mono, що походить від назви релізу Філа Спектора Back to Mono.
Спочатку гурт підписав контракт з Echo Records лише для Великої Британії, оминувши такі лейбли, як Warner, Island і London. Їхнім першим релізом у 1996 році був EP із піснею «Life in Mono» та різними реміксами, найвідомішими з яких були два від популярного на той час біг-біт-гурту Propellerheads. Наступного року рушив альбом Formica Blues.
Після того, як 1998 року Роберт де Ніро почув «Life in Mono», ця пісня була використана в саундтреку, трейлерах і титрах екранізації «Великі сподівання». Це надало пісні великого поширення і протягом тижнів після виходу фільму вона стала найбільш запитуваною на радіостанціях США (таких як KROQ-FM у Лос-Анджелесі, KITS у Сан-Франциско та WNNX в Атланті). Щодо окремих радіостанцій, то 1998 року «Life in Mono», наприклад, посіла № 45 у KROQ Top 106.7 Countdown та № 76 у XETRA-FM Top 91, тоді як «Formica Blues» посіла № 73 у 102.1 The Edge's (Торонто). З новою угодою гурту з Mercury Records (США) рекламні сингли «Life in Mono» розповсюджувалися в нічних клубах і на радіостанціях сучасного року, а дещо пізніше сингл потрапив до радіостанцій формату «гарячих хітів».
На піку своєї популярності Mono вирушили у свій єдиний концертний тур — Formica Blues Tour. Однак, після періоду спокою група розпалася в 2000 році. Де Маре тепер співає у Violet Indiana за участю Робіна Гатрі з Cocteau Twins; пізніше, у 2004 році, вона згадувала, що відчувала себе «творчо задушеною» у складі Mono. Violet Indiana випустили кілька синглів, два альбоми та збірку синглів. Нещодавно де Маре також заснувала музичну менеджерську компанію Pearl Dust. Вірго приєднався як клавішник до незалежної від лейблів рок-групи International Love Corporation, яку просували через MySpace і CD Baby.

### Музичний стиль
Вірго заявив, що найбільше на нього вплинули Джон Баррі, Берт Бакарак і Філ Спектор. Ці впливи помітні в піснях на Formica Blues, які Вірго охарактеризував як натхненні музикою, що найчастіше звучить у його колекції записів. Наприклад, «Life in Mono» містить зразки клавесинів, що наслідують саундтрек Баррі до фільму «Досьє Іпкресс», а «High Life» віддає належне звучанню жіночого гурту Spector, створеного у 1960-х роках.
Музика класичних композиторів початку 20-го століття також була визначена як зразок у «Hello Cleveland!»; зокрема, на створення цієї пісні вплинула Друга віденська школа, адже в ній присутні п'єси Антона Веберна, Арнольда Шенберга та Албана Берга (див. Klangfarbenmelodie). Початкові акорди «Hello Cleveland!» взяті з пісні Кіта Джаррета «17 October 1988» з його компакт-диска Paris Concert.

## Дискографія
Вся дискографія Mono складається з альбому Formica Blues, двох релізів синглу «Life in Mono», наступних британських синглів «Silicone», «Slimcea Girl» і «High Life», а також пісні «Madhouse», випущеної лише як саундтрек до кіноверсії «Психо» (1998).
До чотирьох синглів було залучено кілька реміксерів; окрім Propellerheads, до найбільш помітних із них належать Стюарт Прайс (раніше Les Rythmes Digitales), Mr. Scruff, Метью Герберт, Йоганн Йоганнссон (під псевдонімом Lhooq) і 187 Lockdown.

## Тур
У 1997 році Mono відіграв кілька концертів у Великій Британії та Франції:
- 11 серпня: La Cigale, Париж
- 8 вересня: Cafe Blue, Брістоль
- 9 вересня: The Cobden, Лондон
- 10 вересня: Dry 201, Манчестер
- 11 вересня: Bargo, Глазго[18].

The Independent в огляді шоу в Cafe Blue (називаючи його «дебютним концертом групи») поставив під сумнів вибір місця, але дав позитивну оцінку.
У 1998 році група вирушила у свій єдиний тур Formica Blues Tour, який складався з двадцяти одного концерту між Північною Америкою та Європою, взагалі пропускаючи Велику Британію. Після завершення туру гурт мав повернутися до Сполучених Штатів, щоб приєднатися до фестивалю Lilith Fair. Вони мали зіграти в наступні сім дат (як повідомлялося, скасованих):
- 28 червня: Blockbuster Desert Sky Pavilion, Фенікс
- 29 червня: New Mexico Festival, Альбукерке[18]
- 1 липня: All Sports Stadium, Оклахома-Сіті
- 2 липня: Sandstone Amphitheater, Боннер-Спрінгс
- 4 липня: Deer Creek Music Center, Ноблсвіль
- 5 липня: Polaris Amphitheater, Колумбус
- 6 липня: Pine Knob Music Theatre, Детройт.

## Прийняття
Успіх Mono здебільшого був зосереджений у Сполучених Штатах, на противагу їх відносній невідомості у Сполученому Королівстві. Під час інтерв'ю Rolling Stone безпосередньо перед своїм першим концертом у США, група зауважила відсутність рекламної кампанії у Великій Британії та відносну довговічність позицій у чартах США; все ж, «Life in Mono» не зміг досягнути високих позицій у національному чарті синглів обох країн, отримавши № 70 у Billboard Hot 100 і № 60 у UK Singles Chart після другого релізу.
Ще два сингли вийшли за межі топ-100 у Британії. «Slimcea Girl» посіла 145 місце в жовтні 1997, а «High Life» досягла 101 місця в липні 1998. Альбом Formica Blues посів 71 місце на Туманному Альбіоні в серпні 1998.
В Австралії (чарт синглів ARIA) «Silicone» посіла 222 місце в 1997 році, а «Life In Mono» — 83 місце в 1998. Альбом «Formica Blues» посів 149 місце там само.

### Порівняння
Проводячи порівняння з іншими популярними виконавцями кінця 1990-х, Ел Музер із Consumable Online відзначає, що музика гурту є більш витонченою, ніж у виконавців, які очолили чарти, таких як Spice Girls і Hanson; інші рецензенти, такі як Джефф Саламон зі Spin, займають більш критичну позицію, відзначаючи натомість інші гурти з подібним впливом — музики до фільмів певного періоду та оркестрованої поп-музики, перекритої бітами — і в порівняльному огляді з альбомом ComeFromHeaven групи Alpha надають перевагу останній завдяки більш різноманітним музичним підходам. Декілька інших критиків відзначають зв'язок Mono з визначеною групою артистів — AllMusic характеризує їх як «дуети чоловіка-інструменталіста/співачки середини 90-х», а The Independent — як «поєднання тіньового налагодника з підсобки та фотогенічної співачки із тих самих дев'яностих» (англ. that very Nineties pairing of the shady back-room knob-twiddler and the photogenic chanteuse).
Ще інші вважали, що Mono виділявся з цієї групи: ті, хто дотримувався такої думки, наприклад, Chaos Digizine, пропонували порівнювати дует скоріше з Saint Etienne, щоб проілюструвати їхнє успішне «переплетення музичних елементів минулого та сьогодення».
Гурт знайшов схвалення критиків, які цінували їхню вірність музиці епохи: торонтський Eye Weekly написав, що «на відміну від багатьох своїх сучасників, вони поважають правильно побудовані пісні». Чарльз Тейлор у The Boston Phoenix так само зауважив: «що відрізняє цей альбом від списку середини 60-х, так це величезна прихильність де Маре та Вірго періоду, який вони зображують. Саме відсутність іронії чи дистанції в такій прихильності є ключем до розуміння цього гурту».